# Beatrice Ávalos
Beatrice Ávalos (n. Santiago, 26 de febrero de 1935, es una pedagoga y profesora chilena.
Fue galardonada con el Premio Nacional de Ciencias de la Educación 2013. Es doctora en Educación, mención Filosofía e Historia de la Universidad de San Luis en Estados Unidos.

## Biografía
Hija de la inglesa Elsie Davidson y del chileno Alejandro Ávalos Zamorano, se graduó en 1957 de la carrera de Pedagogía en Historia y Geografía en la Pontificia Universidad Católica de Chile. Recibió una beca Fulbright, y realizó su doctorado en la Universidad de San Luis en Estados Unidos. Fue profesora en el Colegio Mariano (1962-1968) y en su alma mater (1962-1974), además de desempeñarse como subdirectora de Escuela de Pedagogía de la Universidad Católica (1968-1970).
En 1974 partió al Reino Unido (Gales) invitada por el Decano de Educación del University College Cardiff; a fines de 1975 pasó por Chile después de asistir a un congreso en Lima y durante esa estadía se produjo la desaparición de su hermano Alejandro Ávalos Davidson, quien había estudiado inglés en la Universidad Católica y era militante del Partido Comunista. Como se supo después, había sido detenido por la DINA y llevado a Villa Grimaldi. Beatrice volvió a Gran Bretaña y decidió permanecer en el extranjero; estuvo 20 años en el exilio. Allí desarrolló una carrera académica en Gales (donde se casó con el profesor Bevan, que llegó a ser rector de la Universidad de Cardiff; enviudó a fines de los años 1980).  Entre 1989 y 1994 fue profesora de la Facultad de Educación de la U de Papúa Nueva Guinea. En 1992 se dio sepultura a los restos de una persona que habían sido identificado como los de su hermano, pero en 2013 se determinó que había sido un error y que, por lo tanto, Alejandro Ávalos sigue desaparecido.
Regresó a Chile en 1994. Una de las fundadoras del Programa Interdisciplinario de Investigaciones en Educación (PIIE) antes de abandonar el país, a su vuelta del exilio participó en una serie de otros importantes proyectos educativos. Primero coordinó uno de los proyectos del Programa Mejoramiento de la Calidad y Equidad de la Educación (MECE) del Ministerio de Educación y luego coordinó el Programa de Fortalecimiento de la Formación Inicial Docente (1997-2002) Dirigió más tarde la versión nacional del estudio internacional sobre formación docente en matemáticas hasta 2008, año en que pasó a dirigir el Núcleo Milenio "La Profesión Docente en Chile" en el Centro de Investigación Avanzada en Educación (CIAE).

## Publicaciones
- Ávalos, Beatrice (2014). «"La formación inicial docente en Chile: Tensiones entre políticas de apoyo y control"». Estudios Pedagógicos 40.
- Ávalos, Beatrice (2013). "¿Héroes o Villanos? La profesión docente en Chile". Santiago, Chile: Editorial Universitaria. p. 312.
- Ávalos, Beatrice; De los Ríos, D. (2013). «"Reform Environment and Teacher Identity in Chile"».  En D.B. Napier; S. Majhanovich, eds. Education, Dominance and Identity (en inglés). Sense Publishers. pp. 153-175.

## Premios
En 2013 recibió el Premio Nacional de Ciencias de la Educación de Chile de manos de Carolina Schmidt, la entonces ministra del ramo.